# 日本カメラ社
株式会社日本カメラ社（にっぽんカメラしゃ）は、東京都中央区にかつてあったカメラ専門出版社である。

## 概要
1948年7月に前身である「光芸社」を設立、同年10月に雑誌「日本カメラ」の前身「アマチュア写真叢書」（当時は隔週刊で、1950年に現誌名に変更）を創刊、その後1951年に月刊誌となる。1953年に「光芸社」から「株式会社日本カメラ社」に組織を変更した。
1950年に「カメラ年鑑」を創刊、雑誌だけでなく、「NCフォトシリーズ」・「日本カメラMOOK」そして写真集といったカメラファンには欠かせないものとなった。
2021年4月30日を以て解散した。また、ホームページも会社清算に伴い閉鎖された。

## 主な刊行
- 日本カメラ（月刊誌）
- 写真の教室（季刊誌）
- カメラ年鑑
- NCフォトシリーズ
- 日本カメラMOOK